# Ezüst-jodát
Az ezüst-jodát egy fehér, kristályos anyag képlete AgIO3. A fém jodátok többségével ellentétben vízben oldhatatlan.

## Előállítása
Elő lehet állítani ezüst-nitrát AgNO3 és nátrium-jodát reakciójával a reakcióban melléktermékként nátrium-nitrát keletkezik.
De elő lehet állítani jód ezüst-oxidban való oldásával.

## Felhasználása
Az ezüst-jodátot a kloridok vérben való kimutatásához használják.

## Fordítás
Ez a szócikk részben vagy egészben  a   Silver iodate című angol Wikipédia-szócikk ezen változatának fordításán alapul.  Az eredeti cikk szerkesztőit annak laptörténete sorolja fel. Ez a jelzés csupán a megfogalmazás eredetét és a szerzői jogokat jelzi, nem szolgál a cikkben szereplő információk forrásmegjelöléseként.